# Лоймина
Лоймина — река в Нижегородской области России, протекает по территории Ковернинского и Сокольского районов. Впадает в Горьковское водохранилище на реке Волге в 2330 км от устья по левому берегу. Длина реки составляет 30 км, площадь водосборного бассейна — 180 км².

## Данные водного реестра
По данным государственного водного реестра России относится к Верхневолжскому бассейновому округу, водохозяйственный участок реки — Волга от города Кострома до Горьковского гидроузла (Горьковское водохранилище), без реки Унжа, речной подбассейн реки — Волга ниже Рыбинского водохранилища до впадения Оки. Речной бассейн реки — (Верхняя) Волга до Куйбышевского водохранилища (без бассейна Оки).
По данным геоинформационной системы водохозяйственного районирования территории РФ, подготовленной Федеральным агентством водных ресурсов:
- Код водного объекта в государственном водном реестре — 08010300412110000017016
- Код по гидрологической изученности (ГИ) — 110001701
- Код бассейна — 08.01.03.004
- Номер тома по ГИ — 10
- Выпуск по ГИ — 0